# Kumamoto (stad)

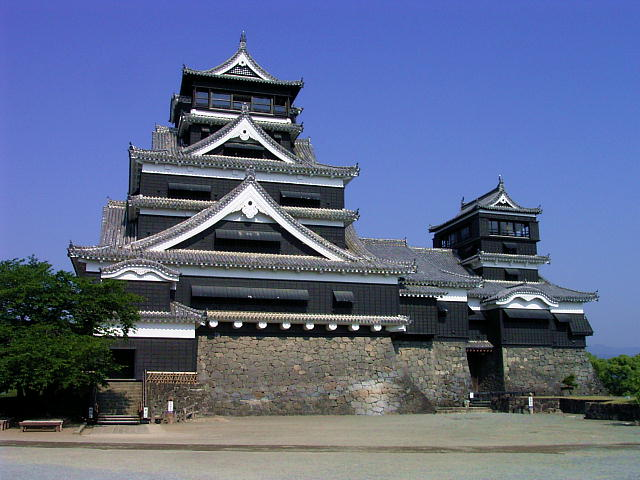
Kasteel Kumamoto

Kumamoto (Japans: 熊本市, Kumamoto-shi) is de hoofdstad van de Japanse prefectuur Kumamoto. Op 1 april 2018 had de stad een bevolking van 738.407 inwoners. De bevolkingsdichtheid bedroeg 1892 inw./km². De oppervlakte van de stad is 390,32 km².

## Geschiedenis
- Op 1 april 1889 werd Kumamoto een stad (shi).
- Op 1 april 1996 verkreeg Kumamoto het statuut van kernstad.
- Op 6 oktober 2008 werd de gemeente Tomiai van het district Shimomashiki aangehecht bij de stad Kumamoto.
- Op 23 maart 2010 werden de gemeenten Ueki (District Kamoto) en  Jōnan (District Shimomashiki) aangehecht bij Kumamoto. Het district Kamoto verdween na deze fusie.[1]
- Op 1 april 2012 werd Kumamoto een decretaal gedesigneerde stad.
- Op 14 april 2016 werd de stad getroffen door een zware aardbeving; op 16 april volgde een nog zwaardere (na)schok.

## Bezienswaardigheden
- Kasteel Kumamoto (熊本城, Kumamoto-jō)
- Suizenji-park

## Verkeer

### Luchthaven
De dichtstbijzijnde luchthaven is de Luchthaven van Kumamoto in de gemeente Mashiki.

### Trein
- JR Kyushu :
  - Kagoshima-lijn (richting Kitakyushu en Kagoshima)
    - Station Nishisato
    - Station Sojdaigakumae
    - Station Kami-Kumamoto
    - Station Kumamoto
    - Station Kawashiri

  - Hōhi-lijn : (richting Ōita)
    - Station Kumamoto
    - Station Heisei
    - Station Minami-Kumamoto
    - Station Shin-Suizenji
    - Station Suizenji
    - Station Tokaigakuenmae
    - Station Tatsutaguchi
    - Station Musashizuka
    - Station Hikarinomori
- Kumamoto Dentetsu (volledige naam 熊本電気鉄道 ,Kumamoto Denki Tetsudō)
  - Fujisaki-lijn
    - Station Fujisakigūmae
    - Station Kurokamimachi
    - Station Kitakumamoto

  - Kikuchi-lijn
    - Station Kami-Kumamoto
    - Station Kankanzaka
    - Station Uchigo
    - Station Tsuboigawakōen
    - Station Kitakumamoto
    - Station Kamei
    - Station Hakenomiya
    - Station Horikawa

### Tram
- Kumamoto Tram (熊本市電 ,Kumamoto Shiden)

■ Route 2 (2系統): Tasakibashi – Kumamoto-Ekimae – Karashimacho – Suidocho – Suizenji-Kōen – Kengunmachi
■ Route 3 (3系統): Kami-Kumamoto-Ekimae – Karashimacho – Suidocho – Suizenji-Koen – Kengunmachi

### Bus
- Stedelijk Transportbureau van Kumamoto (熊本市交通局,Kumamoto-shi Kōtsūkyoku)
- Kyushu Sanko Bus
- Kumamoto Dentetsu
- Kumamoto Bus
- Kumamoto Toshi Bus

### Weg

#### Autosnelweg
Kumamoto ligt aan de Kyushu-autosnelweg
- afrit 15 Kumamoto

#### Autoweg
Kumamoto ligt aan de volgende autowegen :
- Autoweg 3
- Autoweg 57
- Autoweg 208
- Autoweg 218
- Autoweg 219
- Autoweg 266
- Autoweg 387
- Autoweg 443
- Autoweg 445
- Autoweg 501

#### Prefecturale weg
Kumamoto ligt aan de prefecturale wegen 1, 22, 28, 31, 36, 37, 49, 50 en 51.

### Havens
- Haven van Kumamoto

Vanuit de haven van Kumamoto vertrekken ferry's naar Amakusa en naar Shimabara in de prefectuur Nagasaki.

## Aangrenzende steden en gemeenten
- Uto
- Kōshi
- Kashima en Mashiki (District Kamimashiki)
- Jonan (District Shimomashiki)
- Kikuyō (District Kikuchi)
- Ueki (District Kamoto)
- Gyokuto (District Tamana)
- Tamana

## Sport
Kumamoto was met Kumamoto Stadium speelstad bij het WK rugby 2019.

## Partnersteden
Kumamoto heeft een stedenband met :
- Guilin, Volksrepubliek China (sinds 1979)
- San Antonio (Texas), Verenigde Staten (sinds 1987)
- Heidelberg, Duitsland (sinds 1992)
- Fukui, Fukui (sinds 1994)

## Geboren
- Inoue Kowashi (1844-1895), staatsman
- Shibasaburo Kitasato (1853-1931), arts en microbioloog
- Chishu Ryu (1904-1993), acteur; een van de favoriete acteurs van Yasujiro Ozu
- Masahiko Kimura (1917-1993, judoka
- Morihiro Hosokawa (1938), politicus en minister-president (1993-1994)
- Yasuhiro Yamashita (1957), judoka
- Eiichiro Oda (1975), mangaka (One Piece)
- Naomichi Ueda (1994), voetballer